# Agricola (genre)
Pour les articles homonymes, voir Agricola.
Genre
Agricola est un genre d'oiseaux de la famille des Muscicapidae.

## Liste des espèces
Selon la classification de référence du Congrès ornithologique international (1 janvier 2024), il comporte deux espèces :
- Agricola pallidus (Müller, JW, 1851) – Gobemouche pâle ;
- Agricola infuscatus (Smith, A, 1839) – Gobemouche traquet.